# M3 Scout Car
De M3 Scout Car (ook wel White Scout Car) was een Amerikaanse pantserwagen die gebruikt werd voor en tijdens de Tweede Wereldoorlog. De M3 Scout Car kon gebruikt worden als verkenningsvoertuig, commandovoertuig, ambulance en artillerietrekker.

## Geschiedenis
Rond 1933 werd een start gemaakt met de productie van de Scout Car, door de White Motor Company (vandaar de naam White Scout Car), in Cleveland. Het ontwerp was gebaseerd op een model voor civiel gebruik. Het Amerikaanse leger bestelde 64 exemplaren, die allemaal naar de 7th Cavalry Brigade gingen. De M2 volgde in 1935. Deze was groter en sterker en kon zeven personen vervoeren. Van deze versie werden in totaal maar 20 exemplaren gebouwd. White vervolgde de serie met de M3, waarvan er 63 zijn geleverd aan het Amerikaanse leger in 1938.
Hierna besloot het leger tot de aankoop van een verbeterde versie, de M3A1, met een langere en bredere romp. De M3A1 was een open voertuig, maar kon afgedekt worden met een canvas kap. De wagen had een pantser van minimaal 6,4 mm en aandrijving op alle vier de wielen. De twee brandstoftanks waren geplaatst onder de stoelen van de bestuurder en bijrijder. Onder de tanks, op de bodem, lagen ook stalen platen ter bescherming. Er was ruimte voor acht personen, een bestuurder, een commandant en achterin zes soldaten, en voor wapens, munitie en een radio. De M3A1 was bewapend met één .50 cal Browning M2 en twee .30 cal Browning M1919.
Om het bereik te vergroten en het brandstofverbruik te verbeteren werden ook dieselmotoren gebruikt. Deze kregen de aanduiding M3A1E1. Alle 3340 voertuigen werden naar Rusland gestuurd mede omdat het Amerikaanse leger alleen benzinemotoren gebruikte om de aanvoer van brandstof te vergemakkelijken.
Voor het voertuig werden drie motoren gebruikt, een benzine- en twee dieselmotoren. Voor meer informatie over de motoren, zie de figuur hieronder:
| Omschrijving           | Hercules      | Hercules      | Buda Lanova  |
| ---------------------- | ------------- | ------------- | ------------ |
| Type aanduiding        | JXD           | DJXD          | 6DT-317      |
| Aantal cilinders       | 6             | 6             | 6            |
| Cilinderinhoud (liter) | 5,2           | 5,6           | 5,2          |
| Vermogen / toerenmin   | 110 pk / 3200 | 103 pk / 2600 | 81 pk / 2300 |
| Brandstof              | benzine       | diesel        | diesel       |

De productie van deze M3A1 begon in 1940 en eindigde pas in 1944, in totaal werden er ca. 21.000 exemplaren gebouwd.
Het ontwerp van de M3 Scout Car heeft model gestaan voor onder andere de M3 Half-Track (VS) en de naoorlogse BTR-40 (Sovjet-Unie). Verder zijn de chassis, de romp en de 'skate rails' van de machinegeweren gekopieerd op vroege versies van de M2 Half-Track Car.

## Gebruik
De M3 Scout Car werd voor het eerst gebruikt op de Filipijnen, in 1941-1942 en werd tevens gebruikt daar Amerikaanse cavalerie-eenheden tijdens de Noord-Afrikaanse Veldtocht en de Landing op Sicilië. De M3 vervulde veelal standaard cavalerietaken als verkenning, vervoer en dergelijke.
In 1943 werd duidelijk dat de wagen wel enkele ernstige gebreken had: een open dak, slechte 'off-road' kwaliteiten en zwakke bewapening. De meeste eenheden vervingen hun M3's dan ook voor M8 Greyhounds of M20 Utility Cars. Een klein aantal M3's werden nog gebruikt in Normandië en er werden ook nog enkele exemplaren aan het US Marine Corps gegeven voor de strijd in de Grote Oceaan, maar geen enkele werd ook daadwerkelijk gebruikt.
Dankzij de Leen- en Pachtwet werden er nog veel M3 Scout Cars naar het buitenland gestuurd. Zo kreeg de Sovjet-Unie 3.034 voertuigen, het model zou nog tot 1947 in dienst blijven. Verder kreeg ook het Verenigd Koninkrijk enkele auto's en werden aparte onderdelen van de Vrije Fransen, België, Tsjecho-Slowakije en Polen voorzien van enkele wagens. Na de oorlog werden de meeste wagens verkocht aan vooral Aziatische en Latijns-Amerikaanse landen.
Het Rode Leger hield de wagens en gebruikte deze als verkenningsvoertuigen en als artillerietrekker voor de ZIS-3-kanonnen.
Ook het Britse en Franse leger behielden een deel van de M3 Scout Cars en gebruikten deze als observatievoertuigen voor de artilleristen, ambulances en verkenningsvoertuigen.
Israël maakte gebruik van enkele M3's tijdens de Arabisch-Israëlische Oorlog van 1948, waarvan ten minste een M3A1 werd voorzien van een dichte bovenkant en een draaibare geschutskoepel. Frankrijk gebruikte nog M3A1's in de Eerste Indochinese Oorlog en de Algerijnse Onafhankelijkheidsoorlog.
De laatste gebruiker van de M3 Scout Car was de Dominicaanse Republiek, die hem tot laat in de jaren 90 bleef gebruiken.

### Gebruikers
- België
- Brazilië
- Cambodja
- Canada
- Chili
- Dominicaanse Republiek
- Frankrijk
- Griekenland
- Israël
- Joegoslavië
- Libanon
- Laos
- Filipijnen
- Nederlands-Indië
- Noorwegen
- Polen
- Portugal
- Sovjet-Unie
- Tsjecho-Slowakije
- Verenigd Koninkrijk
- Verenigde Staten
- Zuid-Vietnam

## Varianten
- M3: De eerste versie, hiervan werden 64 exemplaren gebouwd.
- M3A1: De M3 met een langere en grotere romp.
  - M3A1E1: De M3A1 met een dieselmotor.
  - M3A1E2: De M3A1 met een dicht, gepantserd dak.
  - M3A1E3: De M3A1 met een 37mm M3 kanon met T6/M25-montering. Is nooit in productie gegaan.
  - M3A1 Command Car: De M3A1 met een dikkere bepantsering en een tweede .50cal M2 Browning-machinegeweer, bedoeld voor het vervoer van hogere officieren. Generaal George S. Patton had een aangepaste M3A1 Command Car.